# Louis Ier de Bavière (1173-1231)
Pour les articles homonymes, voir Louis Ier.
 (mars 2020).
Si vous disposez d'ouvrages ou d'articles de référence ou si vous connaissez des sites web de qualité traitant du thème abordé ici, merci de compléter l'article en donnant les références utiles à sa vérifiabilité et en les liant à la section « Notes et références ».
Louis Ier de Bavière, dit « Louis de Kelheim » en allemand der Kelheimer, né à Kelheim en 1173 de la dynastie des Wittelsbach, mourut assassiné dans sa ville natale en 1231. Véritable fondateur du duché de Bavière, qu'il gouverna de 1183 à 1231, et dont il établit la première capitale à Landshut, il fut en outre comte palatin du Rhin de 1214 à 1227.

## Biographie
Fils d'Othon Ier de Bavière et d'Agnès de Looz, Louis Ier de Bavière épousa en 1204 Ludmilla de Bohême, laquelle fonda une abbaye cistercienne, l'abbaye de Seligenthal, à la mort de son mari. Un seul enfant est issu de cette union, Othon II de Bavière.
Louis de Kelheim succéda à son père Othon Ier à la tête du duché dès l'âge de dix ans, son oncle et sa mère assurant la direction des affaires jusqu'à sa majorité. Par une politique habile et un mariage avantageux, il renforça la position de la lignée des Wittelsbach. Après l'incendie du château de Wartenberg à la fin du XIIe siècle, le duc a déménagé sa résidence au Château de Trausnitz, nouvellement construit à Landshut, en 1204. En instaurant de nouveaux octrois concurrents sur l'Isar (Landshut en 1204, Landau en 1218, et Straubinger-Neustadt en 1224) il amena à traiter avec lui les puissants évêques de Freising, Ratisbonne, Salzbourg, Passau et Augsbourg, qui tiraient leur opulence du commerce du sel.
Il reconnut le prétendant Othon IV comme Roi de Germanie, un pari qui lui valut ensuite (1208) l'élévation au rang de duc de Bavière. Après l'excommunication d'Othon IV, il devint partisan à partir de 1211 du roi Hohenstaufen Frédéric II ; choix sanctionné favorablement par la défaite d'Othon IV à la bataille de Bouvines : il est récompensé en 1214 du titre de comte palatin du Rhin par le nouvel empereur. Il s'engagea en 1221 dans la cinquième croisade (1217–1221) dont le but était de conquérir une partie du sultanat ayyoubide d'Égypte, mais fut fait prisonnier et dut payer rançon pour sa libération.

En septembre 1231, Ludwig est assassiné sur le pont de Kelheim enjambant le Petit Danube, un bras de l'Altmühl. L'assassin a été pris et exécuté sur le champ. Toutefois son identité n'est pas connue,les spéculations sur ses motivations ont été nombreuses et les raisons de ce crime n'ont jamais été clarifiées. Le chroniqueur Hans Ebran von Wildenberg décrit l’attentat comme suit : 
« Le prince a été poignardé à mort à Kelheim par un insensé. Il arriva que le prince se promena dans la Tunau, et que le simple d'esprit ait été à tel point irrité par de jeunes nobles, qu'il attaqua le prince et le poignarda avec un couteau… ».
 Toutefois, cette chronique n'a été écrite qu'environ 250 ans plus tard. Probablement existait-il encore des preuves documentaires ou orales. Cependant, des adversaires politiques auraient pu avoir un intérêt à sa mort, notamment le roi Henri VII, les comtes d'Andechs ou les nobles de Bavière intérieure aux dépens desquels il avait construit la souveraineté des Wittelsbach.  
Son fils fit détruire la plus grande partie du pont dès l'année suivante et convertir la porte de garde en chapelle votive.
Louis Ier de Bavière fut inhumé à l'abbaye bénédictine de Scheyern. Il est l'ascendant direct des ducs et des rois de Bavière de la dynastie des Wittelsbach, notamment d'Élisabeth de Wittelsbach (« Sissi »), Louis II de Bavière de et de l'empereur François-Joseph d'Autriche.